# Jeroen Duindam
J.F.J. (Jeroen) Duindam (Utrecht, 1962) is een Nederlands historicus. Duindam is hoogleraar Algemene Geschiedenis aan de Universiteit Leiden.

## Loopbaan
Duindam studeerde af aan de Universiteit van Utrecht met een major in geschiedenis en een minor in antropologie. Hij schreef zijn dissertatie over Norbert Elias' kijk op het functioneren van het hof. Deze dissertatie groeide uit tot het boek 'Myths of Power'. Tussen 1991 en 2008 doceerde Duindam aan de Universiteit van Utrecht. In deze periode schreef hij ook een vergelijking van het hofleven in Wenen en Versailles. Dit werk werd later gepubliceerd door de Cambridge University Press en vertaald in het Spaans en Italiaans. In 2008 zetelde Duindam op de leerstoel voor vroegmoderne geschiedenis aan de Universiteit van Groningen. Sinds september 2010 is hij professor algemene geschiedenis in Leiden. In oktober 2015 bracht hij via Cambridge University Press het boek 'Dynasties: A Global History of Power, 1300-1800' uit.

## Onderzoeksgebied
Duindam's onderzoek richt zich op de vergelijking van vroegmoderne heersers en de daarbij betrokken verschijnselen. Zo vergelijkt hij heersers uit verschillende culturen op punten als de reikwijdte van hun daadwerkelijke macht, de verhouding tot hun hof en de rol van vrouwen in hun omgeving.

## Onderscheidingen
Op 14 juni 2019 kreeg Duindam het Oostenrijks erekruis voor wetenschap en kunst eerste klasse. Dit was ter ere van zijn verdiensten als bestuurder van de leerstoel Midden Europese Studies. 

## Publicaties (Selectie)
- Duindam J.F.J. (2015), Dynasties. A Global History of Power 1300-1800. Cambridge: Cambridge University Press.
- Duindam J.F.J., Artan T. & Kunt I.M. (red.) (2011), Royal courts in dynastic states and empires: a global perspective nr. 1. Leiden; Boston: Brill.
- Duindam J.F.J. (2003), Vienna and Versailles. The Courts of Europe's Dynastic Rivals. Cambridge: Cambridge University Press.
- Duindam J.F.J. (1995), Myths of Power. Norbert Elias and the Early Modern European Court. Amsterdam: Amsterdam University Press.